# 紀元前656年
紀元前656年（きげんぜん656ねん）は、西暦（ローマ暦）による年。紀元前1世紀の共和政ローマ末期以降の古代ローマにおいては、ローマ建国紀元98年として知られていた。紀年法として西暦（キリスト紀元）がヨーロッパで広く普及した中世時代初期以降、この年は紀元前656年と表記されるのが一般的となった。

## 他の紀年法
- 干支 : 乙丑
- 日本
  - 皇紀5年
  - 神武天皇5年
- 中国
  - 周 - 恵王21年
  - 魯 - 僖公4年
  - 斉 - 桓公30年
  - 晋 - 献公21年
  - 秦 - 穆公4年
  - 楚 - 成王16年
  - 宋 - 桓公26年
  - 衛 - 文公4年
  - 陳 - 宣公37年
  - 蔡 - 穆侯19年
  - 曹 - 昭公6年
  - 鄭 - 文公17年
  - 燕 - 襄公2年
- 朝鮮
  - 檀紀1678年
- ユダヤ暦 : 3105年 - 3106年

## できごと

### 中国
- 斉・魯・宋・陳・衛・鄭・許・曹の連合軍が蔡に侵攻した。蔡が敗れると、諸侯はさらに楚を攻撃した。
- 楚の成王が屈完（中国語版）を派遣して諸侯と盟を交わさせた。
- 斉を中心とする諸侯の軍が陳を攻撃し、轅濤塗を捕らえた。
- 晋の献公の夫人の驪姫が奚斉を太子に立てようと太子申生を讒言した。申生は新城に逃れて自殺した。驪姫がさらに二公子を讒言したため、重耳は蒲に逃れ、夷吾は屈に逃れた（驪姫の乱）。

## 死去
- 申生